# Machine de Watt

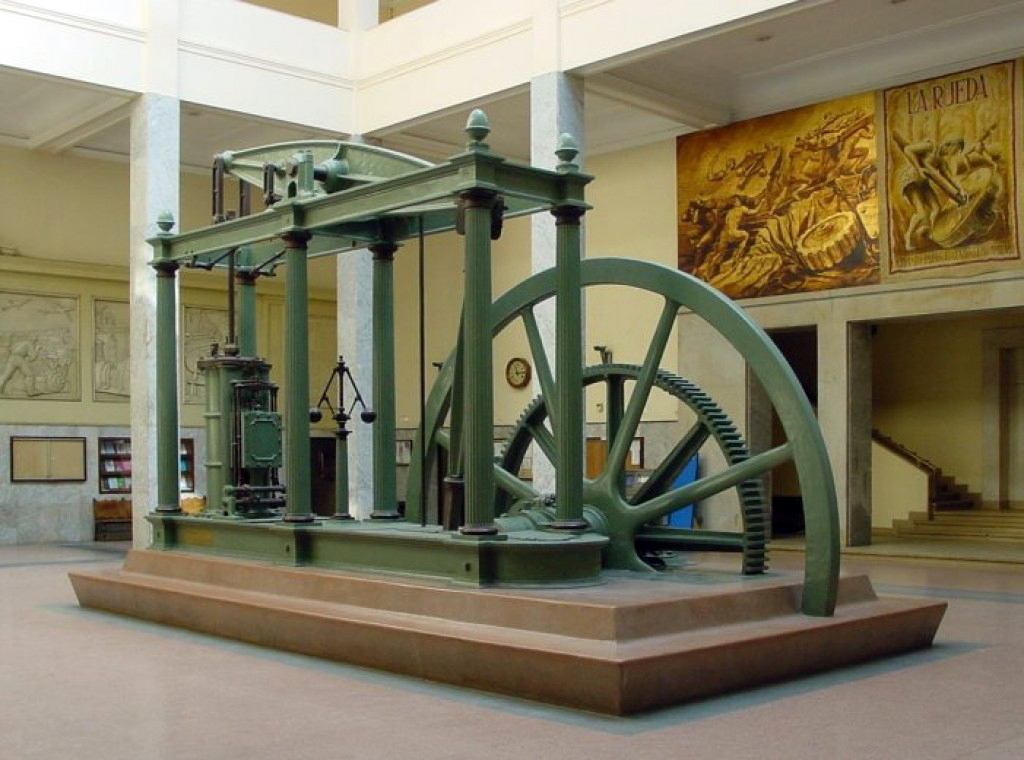
Machine de Watt à balancier Napier & Son de 1859 (installée depuis 1910 dans le hall de l'école d'ingénieurs de l'université polytechnique de Madrid).

La machine de Watt (également connue sous le nom de moteur à vapeur Boulton & Watt) a apporté des améliorations fondamentales aux machines à vapeur précédentes. Ce fut notamment la première machine à vapeur à utiliser un condenseur séparé. 
Le condenseur permit de créer un vide partiel sous le piston par condensation de la vapeur d'eau. 
Dans un moteur « atmosphérique » tel celui de James Watt, la différence entre la pression atmosphérique au-dessus du piston et le vide partiel au-dessous, pousse le piston vers le bas du cylindre. James Watt évitait ainsi l'utilisation de la vapeur à haute pression et se préoccupait de la sécurité liée à cette haute pression.
En améliorant la conception de la pompe à vapeur de Newcomen de 1712, la machine développée de façon progressive par James Watt entre 1763 et 1788, a été une étape importante dans la généralisation des machines à vapeur dans l’industrie. L'invention de James Watt a été un point clé de la révolution industrielle. 

## Principales améliorations
Les principales améliorations apportées par James Watt sont le condenseur séparé et la possibilité de créer un mouvement de rotation régulier via un engrenage épicycloïdal puis un vilebrequin et un volant d'inertie. 
Le condenseur séparé, situé à l'extérieur du cylindre, permet de condenser la vapeur sans refroidir les parois du piston et du cylindre comme c'était le cas avec la pulvérisation interne d'eau utilisée dans les machines à vapeur précédentes de Thomas Newcomen. Le condenseur a permis de doubler l'efficacité de la machine à vapeur. Le mouvement de rotation fourni par le moteur de Watt est plus adapté à une utilisation industrielle que la poutre oscillante des pompes et moteurs de Newcomen.
L’adjonction d’un régulateur de vitesse à boules, d’un balancier articulé dit parallélogramme de Watt et la transformation d’une machine à piston « à simple action », en machine « à double action » par l’adjonction d’un tiroir de distribution de la vapeur qui permet d'envoyer cette vapeur alternativement de part et d'autre du piston, ont aussi permis de rendre plus efficaces les machines à vapeur.
Les machines conçues par James Watt sont devenues synonymes de « machines à vapeur » ; cette réussite est aussi due à son partenaire d'affaires Matthew Boulton.

## Moteurs de Savery et Newcomen sur lesquels Watt s'est formé
En 1698, le concepteur mécanique anglais, Thomas Savery, inventa un appareil de pompage à vapeur, sans piston, qui aspirait l'eau directement dans un cylindre dans lequel on créait le vide par condensation, puis l'eau était envoyée à un niveau supérieur par la pression de vapeur. L'appareil a été utilisé pour le drainage des mines, mais il ne pouvait aspirer le fluide que jusqu'à environ 25 pieds (8 m), ce qui signifie qu'il devait être situé au maximum à cette distance du fond de la mine devant être drainée. Comme les mines sont ensuite devenues plus profondes, ce fut souvent peu pratique. Il consommait également une grande quantité de carburant par rapport aux moteurs développés plus tard.

Principe de la machine à vapeur à balancier de Newcomen.

Une solution pour drainer les mines profondes a été inventée par Thomas Newcomen qui a développé un « moteur atmosphérique » travaillant également sur le principe du vide. Il utilise un cylindre contenant un piston mobile relié par une chaîne à une extrémité d'un balancier qui actionne une pompe de remontée mécanique à partir de son extrémité opposée. Au point bas de chaque course du piston, de la vapeur est autorisée à pénétrer dans le cylindre en dessous du piston, poussant celui-ci vers le haut. Au sommet de la course, la vanne permettant à la vapeur d'entrer dans le cylindre était fermée, et de l'eau froide brièvement injectée dans le cylindre. Cette eau condense la vapeur et crée un vide partiel au-dessous du piston, en le tirant vers le bas et en permettant ainsi de soulever l'extrémité opposée de la poutre. Lorsque le piston est en bas, le cycle se répète.
La machine de Newcomen était plus puissante que celle de Savery. Pour la première fois l'eau pouvait être soulevée à partir d'une profondeur de plus de 150 pieds (50 m). Le premier exemplaire de 1711 a été en mesure de remplacer une équipe de 500 chevaux qui avaient été utilisés pour pomper la mine. Soixante-cinq moteurs de pompage Newcomen ont été installés dans les mines en Grande-Bretagne, France, Pays-Bas, en Suède et en Russie. Au cours des cinquante années suivantes quelques petites modifications ont été apportées à la conception du moteur ; c'était déjà un grand progrès.
Alors que les moteurs Newcomen apportaient des avantages pratiques, ils étaient peu efficaces en termes d'utilisation de l'énergie utilisée pour les alimenter. Le système d'envoi en alternance de jets de vapeur, puis d'eau froide, dans le cylindre impliquait que les parois du cylindre étaient alternativement chauffées, puis refroidies à chaque course du piston. Lorsqu'une charge de vapeur d'eau était introduite, elle continuait à condenser jusqu'à ce que le cylindre approche sa température de travail. Donc, à chaque course du piston, une partie du potentiel énergétique de la vapeur était perdue.

## Invention du condenseur séparé

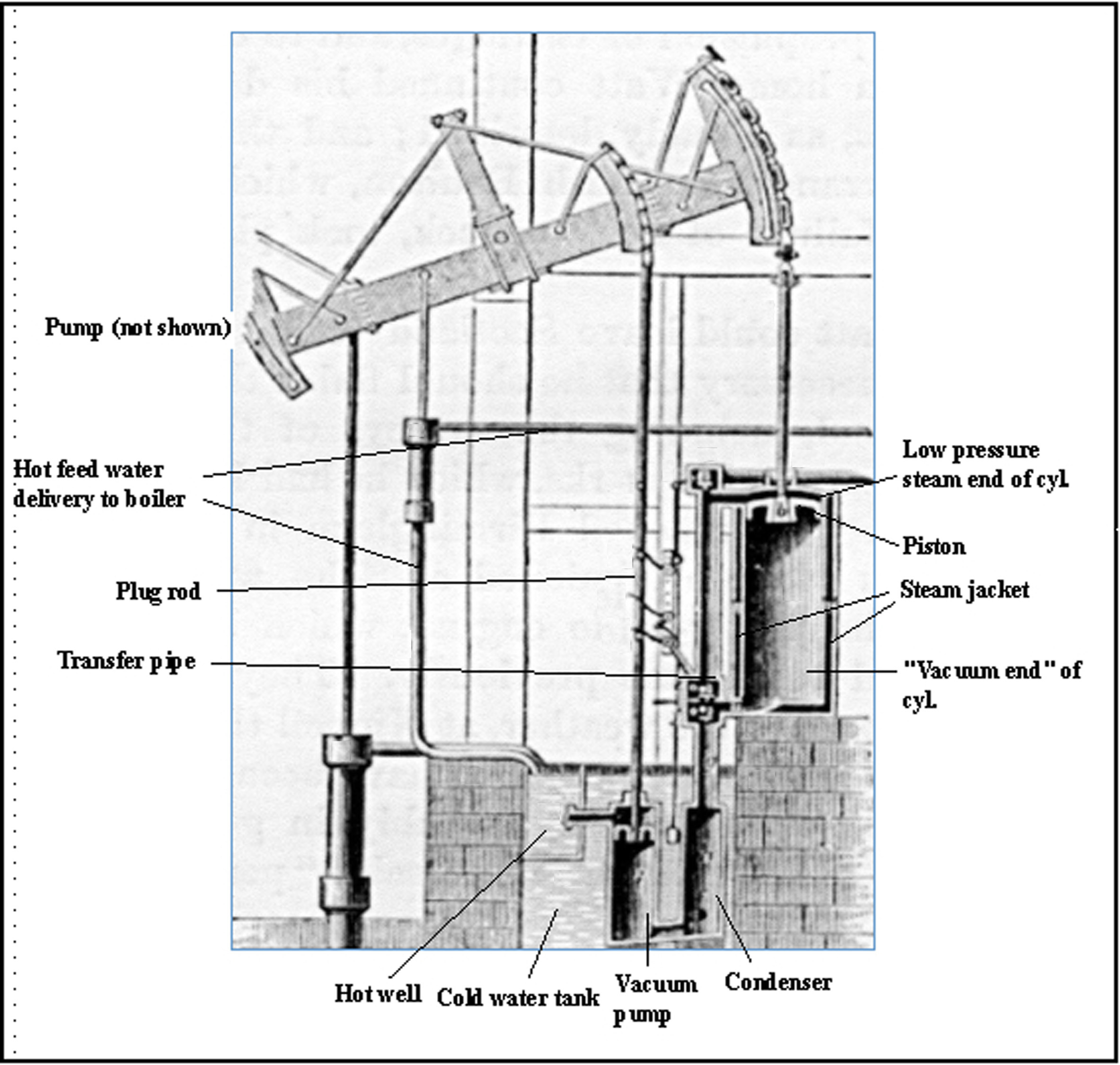
La pompe à vapeur de Watt de 1776.

En 1763, James Watt travaillait comme fabricant d'instruments à l'université de Glasgow où il a été affecté à une tâche de réparation d'une machine de Newcomen ; il a alors remarqué combien elle était énergétiquement inefficace.
En 1765, Watt a eu l'idée d'équiper la machine à vapeur d'une chambre de condensation séparée, qu'il a appelé un "condenseur". Parce que le condenseur et le cylindre de travail sont séparés, la condensation se produit sans perte significative de chaleur dans le cylindre. Le condenseur reste froid et à une pression inférieure à la pression atmosphérique, à tout moment, tandis que le cylindre reste chaud pendant tout le cycle.
La vapeur est admise depuis la chaudière dans le cylindre sous le piston. Lorsque le piston atteint le haut du cylindre, la soupape d'admission de vapeur se ferme et la vanne contrôlant le passage vers le condenseur s'ouvre. La vapeur dans le cylindre est aspirée dans le condenseur froid, se condense en eau, provoquant une dépression qui s'applique à l'espace situé sous le piston par un canal de liaison. La pression atmosphérique extérieure pousse alors le piston vers le bas du cylindre.
La séparation du cylindre et du condenseur a éliminé la perte de chaleur qui se produisait lorsque la vapeur d'eau se condensait dans le cylindre de travail d'un moteur Newcomen. Cela a amélioré l'efficacité thermique de la machine de Watt, ce qui a réduit la quantité de charbon qu'il consomme pour produire la même quantité de travail qu'une machine de Newcomen.
Dans le système de Watt, l'eau froide est injectée seulement dans la chambre de condensation. Ce type de condenseur est connu comme condenseur à jet. Une autre amélioration du système de condensation fut de se passer du jet d'eau froide, et de refroidir le condenseur en l'immergeant dans une cuve d'eau froide. Ce type de condenseur est connu comme "condenseur à surface".
À chaque cycle, le condensat chaud est aspiré du condenseur et envoyé jusqu'à un tuyau d’échappement chaud par une pompe à vide, ce qui contribue à évacuer la vapeur du dessous du cylindre d'alimentation. Le condensat encore chaud est recyclé comme source d'eau chaude pour alimenter la chaudière.
L'amélioration suivante de Watt à la conception Newcomen consiste à sceller la partie supérieure du cylindre et à entourer le cylindre d'une enveloppe isolante. La vapeur d'eau passe à travers celles-ci avant d'être admise au-dessous du piston ; cela maintient au chaud le piston et le cylindre et empêche la condensation à l'intérieur. Ensuite, pour améliorer le rendement en détendant la vapeur, utilisation de 3 soupapes : admission, échappement, transfert (voir dessin ci-dessus). Watt n'a pas utilisé la vapeur à haute pression en raison de préoccupations de sécurité, mais il était conscient de son potentiel et il inclut le travail créé par son expansion dans son brevet de 1782.
Ces améliorations ont conduit à la version entièrement opérationnelle de 1776 de la pompe à vapeur de Watt qui a été mise en production.

## Partenariat de Matthew Boulton et James Watt

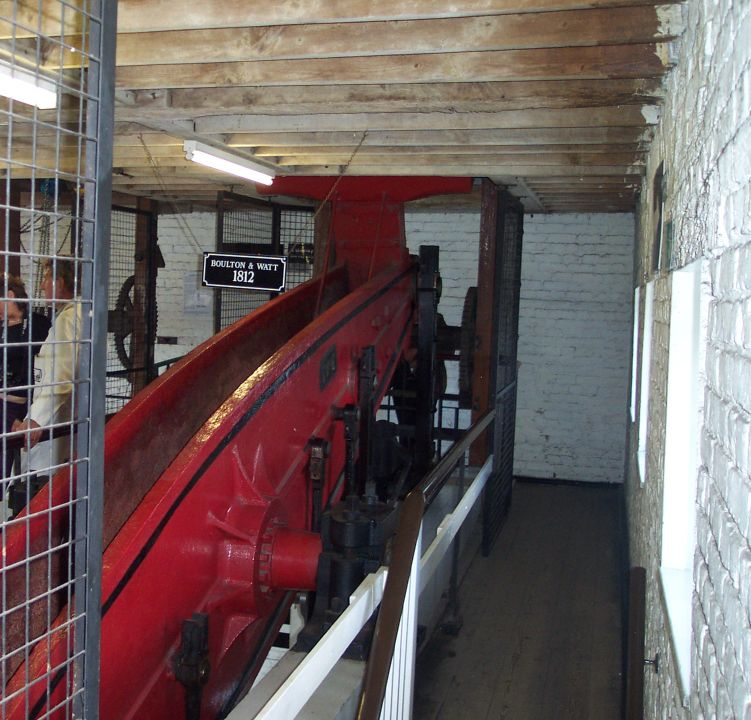
Balancier en fonte d'un moteur Boulton & Watt de 1812 à la station de pompage de Crofton – c'est la plus ancienne machine au monde conservée in situ.

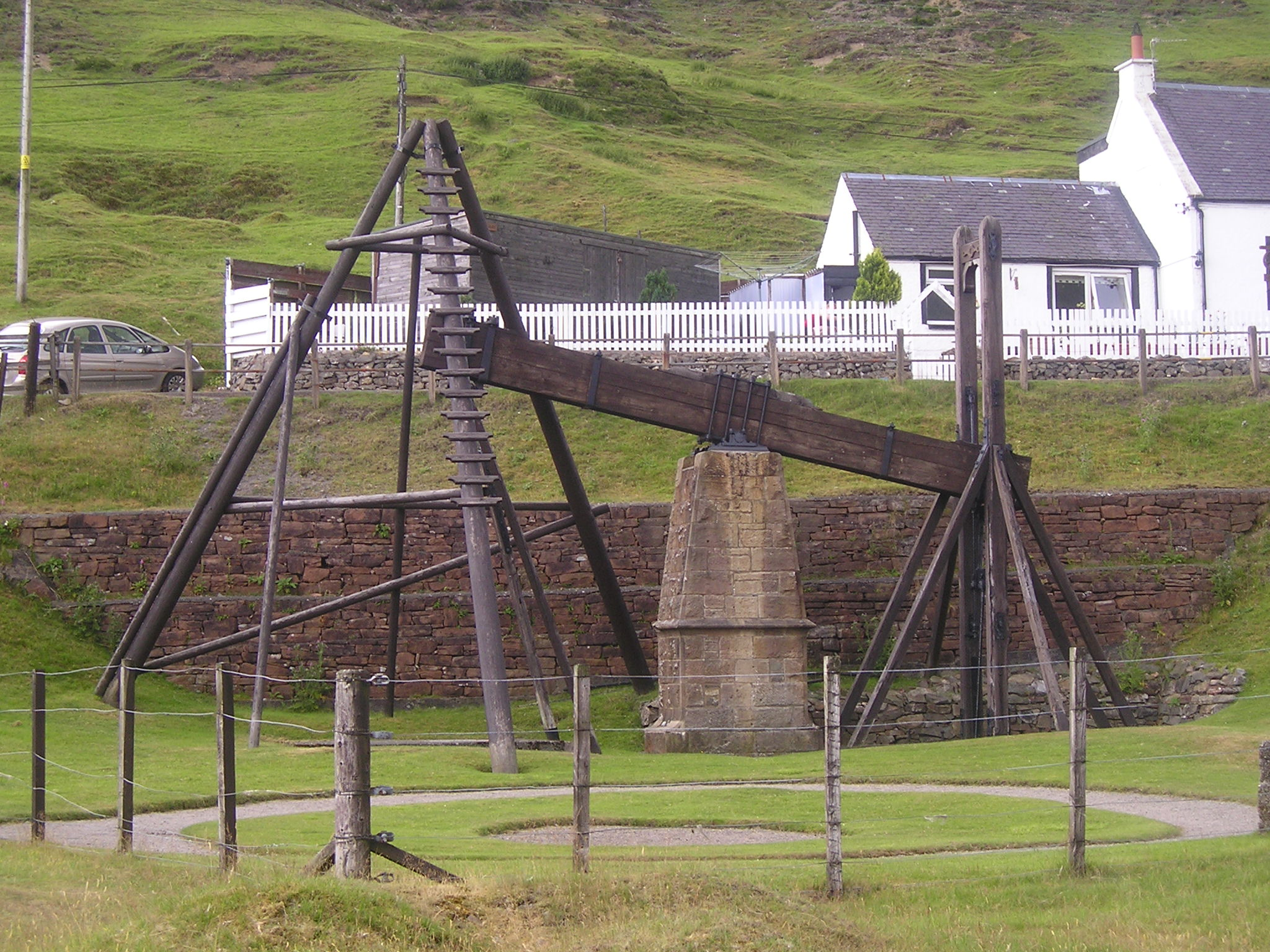
Vestiges d'une sauterelle hydraulique à Wanlockhead.

Le condenseur séparé représentait un potentiel d'amélioration important pour le moteur de Newcomen mais Watt était découragé par des problèmes apparemment insurmontables pour produire un moteur commercialisable. Ce fut seulement après le début de son partenariat avec Matthew Boulton que ces améliorations sont devenues réalité. Watt fit part à Boulton de ses idées sur l'amélioration du moteur, et Boulton, un entrepreneur et un financier, a accepté de financer le développement d'un moteur d'essai à Soho, près de Birmingham. Watt eut enfin accès à des installations et à l'expérience pratique d'artisans chevronnés qui furent bientôt en mesure de construire un premier moteur opérationnel. Une fois développé, il utilisait environ 75 % de moins de carburant qu'un moteur Newcomen similaire.
En 1775, Watt conçut deux moteurs de grande taille : l'un pour le Bloomfield Colliery à Tipton, achevé en mars 1776, et l'autre pour les forges de John Wilkinson à Willey, Shropshire, qui fut mis en fonctionnement le mois suivant. Un troisième moteur a été mis en service, à Stratford-le-Bow dans l'est de Londres, dès l'été 1776.
Watt avait tenté sans succès pendant plusieurs années d'obtenir un cylindre usiné avec précision pour ses machines à vapeur, mais il avait été contraint d’utiliser du fer forgé ; le cylindre n'était pas parfaitement circulaire ce qui provoquait des fuites au niveau du piston. La citation suivante est de Joseph Wickham Roe (1916) :
« Quand [John] Smeaton a vu le premier moteur, il a signalé à la Société des ingénieurs que ni les outils ni les ouvriers n'existaient qui pourraient fabriquer une machine si complexe avec suffisamment de précision ».
En 1774, John Wilkinson a inventé une machine d'usinage dans lequel l'arbre qui tenait l'outil de coupe était soutenu aux deux extrémités et pouvait pénétrer à travers tout le cylindre, à la différence des fraiseuses en porte-à-faux alors en usage. Boulton a écrit en 1776 que « M. Wilkinson a usiné plusieurs cylindres presque sans défauts, celui de 50 pouces de diamètre, que nous avons mis en place à Tipton, ne dévie pas de l'épaisseur d'un ancien shilling, à aucun endroit. »
Boulton et Watt aidaient les propriétaires de mines et d'autres clients à construire des moteurs ainsi que certains accessoires spécialisés, en fournissant des hommes à eux pour leur mise en place. Cependant, leur principale source de profit venait de leurs brevets et du fait de faire payer une redevance pour la licence aux propriétaires des moteurs, basée sur le coût du carburant qu'ils économisaient. La plus grande efficacité énergétique de leurs moteurs les rendait plus attrayants dans les zones où le carburant était cher, en particulier à Cornwall où trois moteurs ont été commandés en 1777, pour les mines de Wheal Busy, Ting Tang et la mine de Chacewater.

## Améliorations ultérieures
L'idée d'alimenter le moteur alternativement par la différence de pression entre de la vapeur basse pression et un vide partiel a permis le développement d'un moteur à « double action » avec un mouvement alternatif symétrique grâce à un dispositif de soupapes permettant d'admettre la vapeur à chaque extrémité du piston, et de connecter chaque extrémité avec le condenseur. En conséquence, le sens de la poussée de la vapeur sur le piston peut être inversé. Les avantages du moteur à double action sont d'augmenter l'efficacité énergétique et d'obtenir une vitesse plus élevée et un mouvement plus régulier du moteur.
Avant le développement du piston à double action, la liaison entre la poutre et la tige du piston était réalisée au moyen d'une chaîne, ce qui signifie que l'énergie ne pouvait être appliquée que dans une direction, en tirant. C'était efficace dans les moteurs qui ont été utilisés pour le pompage de l'eau, mais la double action du piston a permis qu'il puisse à la fois tirer et pousser. Cela n'était pas possible tant que la poutre et la tige étaient reliées par une chaîne. En outre, il n'était pas possible de connecter la tige du piston du cylindre étanche directement à la poutre, parce que, alors que la tige se déplace verticalement en ligne droite, la poutre était articulée en son centre, inscrivant un arc de cercle de chaque côté. 
Pour contourner les mouvements contradictoires de la poutre et du piston, Watt a développé un système de mouvement parallèle : le parallélogramme de Watt. Ce chef-d'œuvre de l'ingénierie utilise une liaison composée de quatre barres couplées avec un pantographe pour produire le mouvement linéaire recherché de façon plus économique que s'il avait utilisé une liaison de type "curseur - glissière". James Watt était très fier de cette solution.

## Machine de Watt

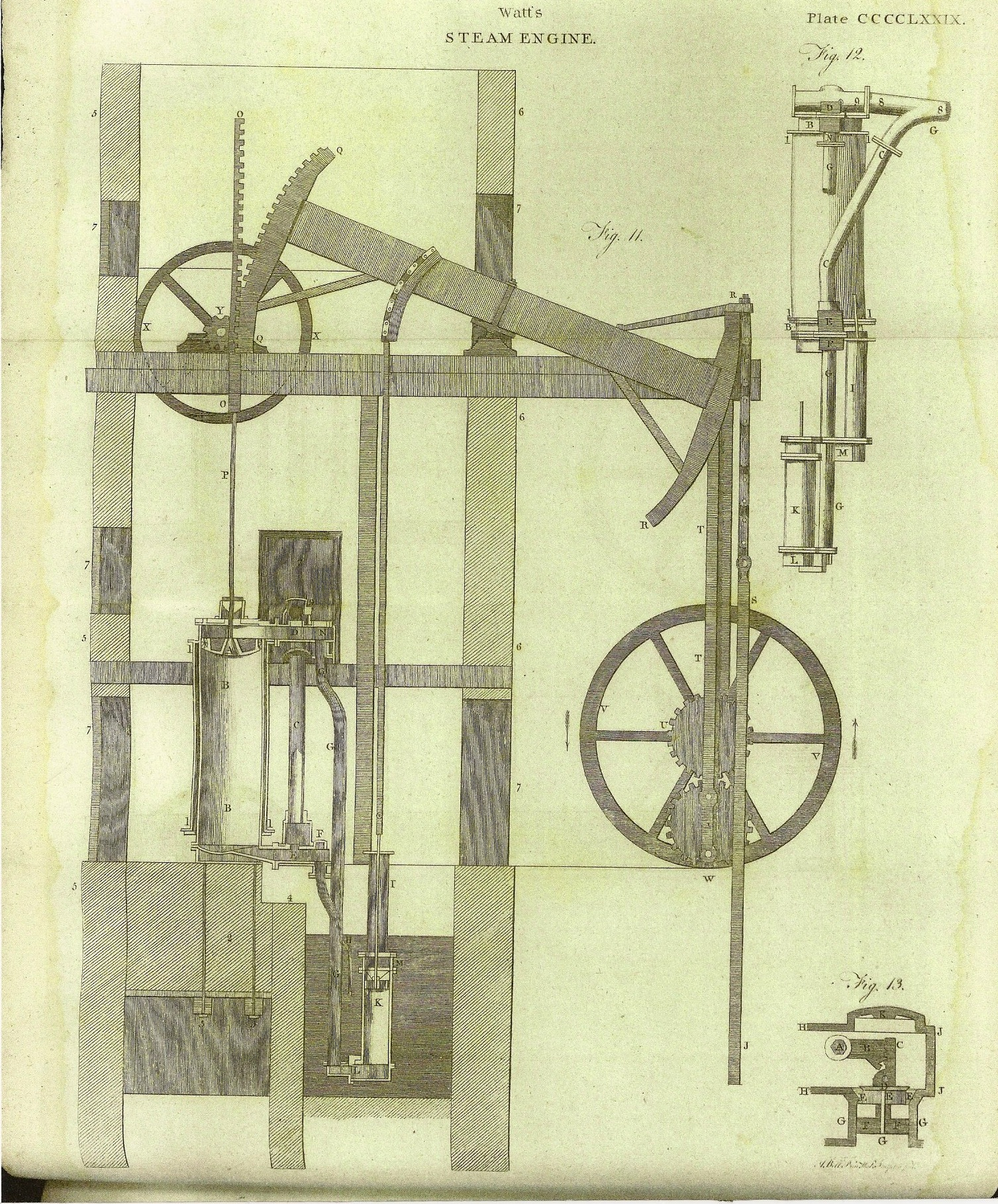
Machine à vapeur de Watt

Dans cette version aboutie de la machine, la poutre principale est reliée à la tige du piston par un mécanisme qui permet d'appliquer la force du piston alternativement dans les deux directions ; cela signifie qu'il est possible d'utiliser le mouvement de la poutre pour faire tourner une roue. 
La solution la plus simple pour transformer l'action du balancier en un mouvement rotatif était de relier, via une tige, le balancier à une roue, par l’intermédiaire d'une bielle et d'un vilebrequin. Mais parce que d'autres sociétés avaient déjà déposé des brevets sur l'utilisation du vilebrequin, Watt a été obligé de trouver une autre solution. Il a adopté un système de pignons et d'engrenage planétaire épicycloïdal suggéré par un de ses employés : William Murdoch et qu'il nomme engrenage soleil et planète. C'est quelques années plus tard, une fois que les droits du brevet avaient expiré, qu'il revient au système de vilebrequin qui équipe la plupart des moteurs d'aujourd'hui. 
Une roue principale grande et lourde, fixée au vilebrequin, servait de volant d'inertie qui, une fois mis en mouvement, permettait d'utiliser une puissance constante et lissait l'action des mouvements alternatifs du piston. 
Des courroies et des engrenages pouvaient être rattachés au volant d'inertie principal, pour conduire l'énergie vers une grande variété de machines.
Parce que les machines industrielles avaient besoin pour fonctionner d'une vitesse constante, Watt a ajouté une vanne de régulation de la vapeur, associée à un régulateur centrifuge qu'il a adapté en s'inspirant de ceux qui étaient utilisés pour contrôler automatiquement la vitesse des moulins à vent ou à eau.
Ces améliorations ont permis à la machine à vapeur de remplacer les roues à aubes et les chevaux qui étaient les principales sources d'énergie utilisées par l'industrie britannique, la libérant de ce fait des contraintes géographiques. Ce fut l'un des principaux facteurs de la révolution industrielle du XIXe siècle.
James Watt a breveté ses nombreuses inventions entre 1769 (le condenseur séparé) et 1788 (le régulateur à boules).
Watt était également préoccupé par la recherche fondamentale sur le fonctionnement de la machine à vapeur. Son dispositif de mesure le plus notable, encore utilisé aujourd'hui, est l’indicatrice Watt incorporant un manomètre pour mesurer la pression de la vapeur dans le cylindre selon la position du piston, ce qui permet de  produire un schéma représentant la pression de la vapeur en fonction de son volume pendant l'ensemble du cycle moteur.

## Moteurs de Watt préservés

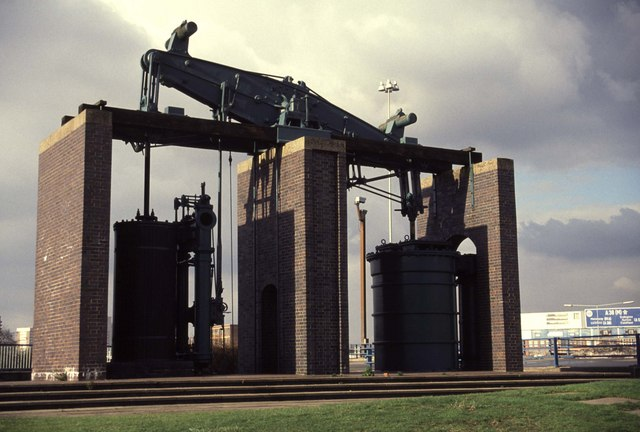
Machine à vapeur construite en 1817 à Grazebrook

La plus ancienne machine de Watt encore existante est la Old Bess (en) de 1777, aujourd'hui au Musée des sciences de Londres. Le moteur le plus ancien encore en état de fonctionner est le Smethwick, mis en service en mai 1779 et maintenant au musée Thinktank (en) à Birmingham (anciennement au Musée de la Science et de l'Industrie, aujourd'hui disparu). La plus ancienne pompe à vapeur encore dans son lieu d'origine et capable de faire le travail pour lequel elle avait été installée est la machine Boulton & Watt de 1812, située à la station de pompage de Crofton ; elle était utilisée pour pomper l'eau dans le canal Kennet et Avon ; certains week-ends de l'année, les pompes modernes sont éteintes et les deux machines à vapeur de Crofton sont réactivées pour effectuer cette fonction. 
Une autre subsiste en France en état de fonctionnement sur le site des anciennes aciéries de Fumel en Lot-et-Garonne. Classée monument historique, elle servait à souffler l'air dans les hauts fourneaux.
Le moteur rotatif le plus ancien existant est le Whitbread (de 1785) ; c'était le troisième moteur rotatif construit, il se trouve dans le Powerhouse Museum de Sydney, en Australie. Un moteur Boulton-Watt de 1788 se situe dans le Science Museum de Londres, alors qu'une machine soufflante de 1817, autrefois utilisée dans les forges Netherton de MW Grazebrook décore maintenant Dartmouth Circus, un rond-point de circulation situé au départ de l'autoroute A38 à Birmingham. 
Le musée Henry Ford à Dearborn, Michigan abrite un moteur rotatif Watt fabriqué en 1788 par Charles Summerfield. C'est une machine Boulton-Watt à l'échelle 1. L'industriel américain Henry Ford avait importé ce moteur à Dearborn aux États-Unis vers 1930.